# Linh lăng quả tròn
Linh lăng quả tròn (danh pháp hai phần: Medicago orbicularis) là một loài thực vật trong chi Medicago. Nó được tìm thấy ở khắp bồn địa Địa Trung Hải. Nó tạo thành quan hệ cộng sinh với vi khuẩn Sinorhizobium medicae, loài có khả năng cố định đạm.

## Thư viện

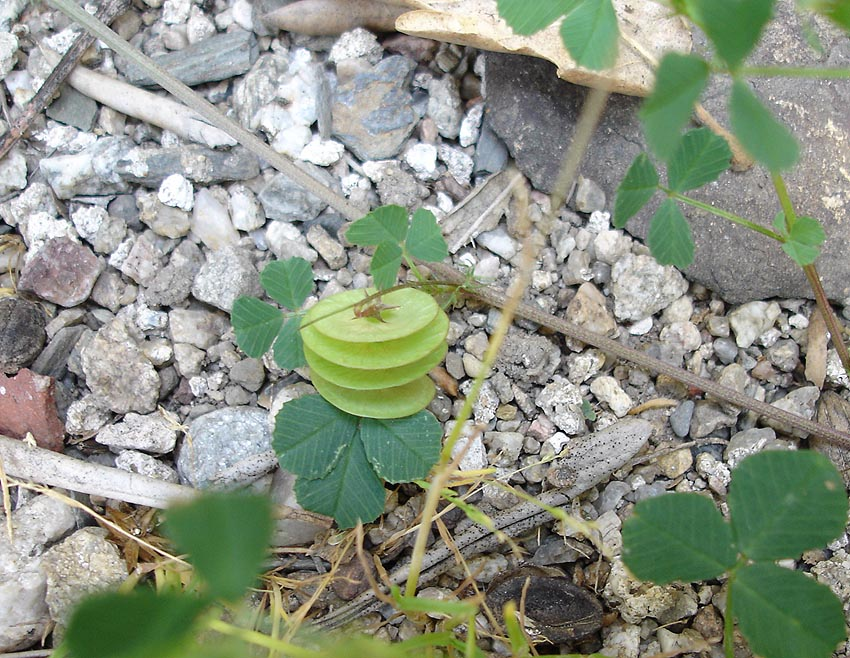
Quả đậu
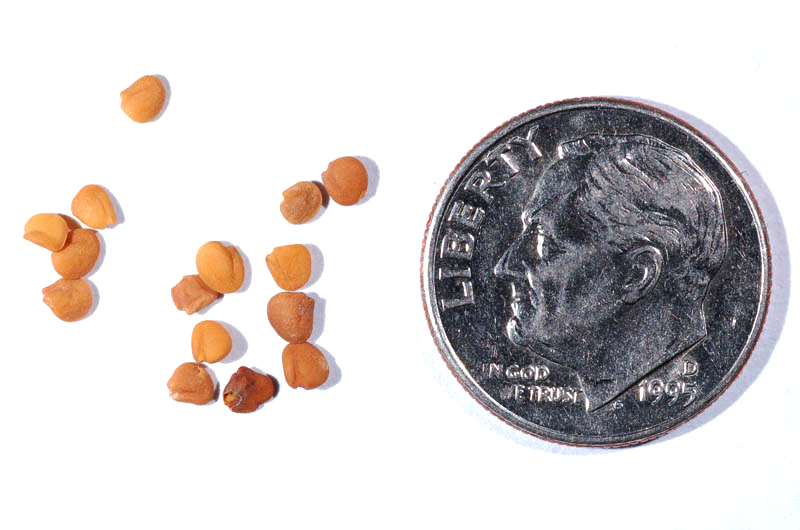
Hạt
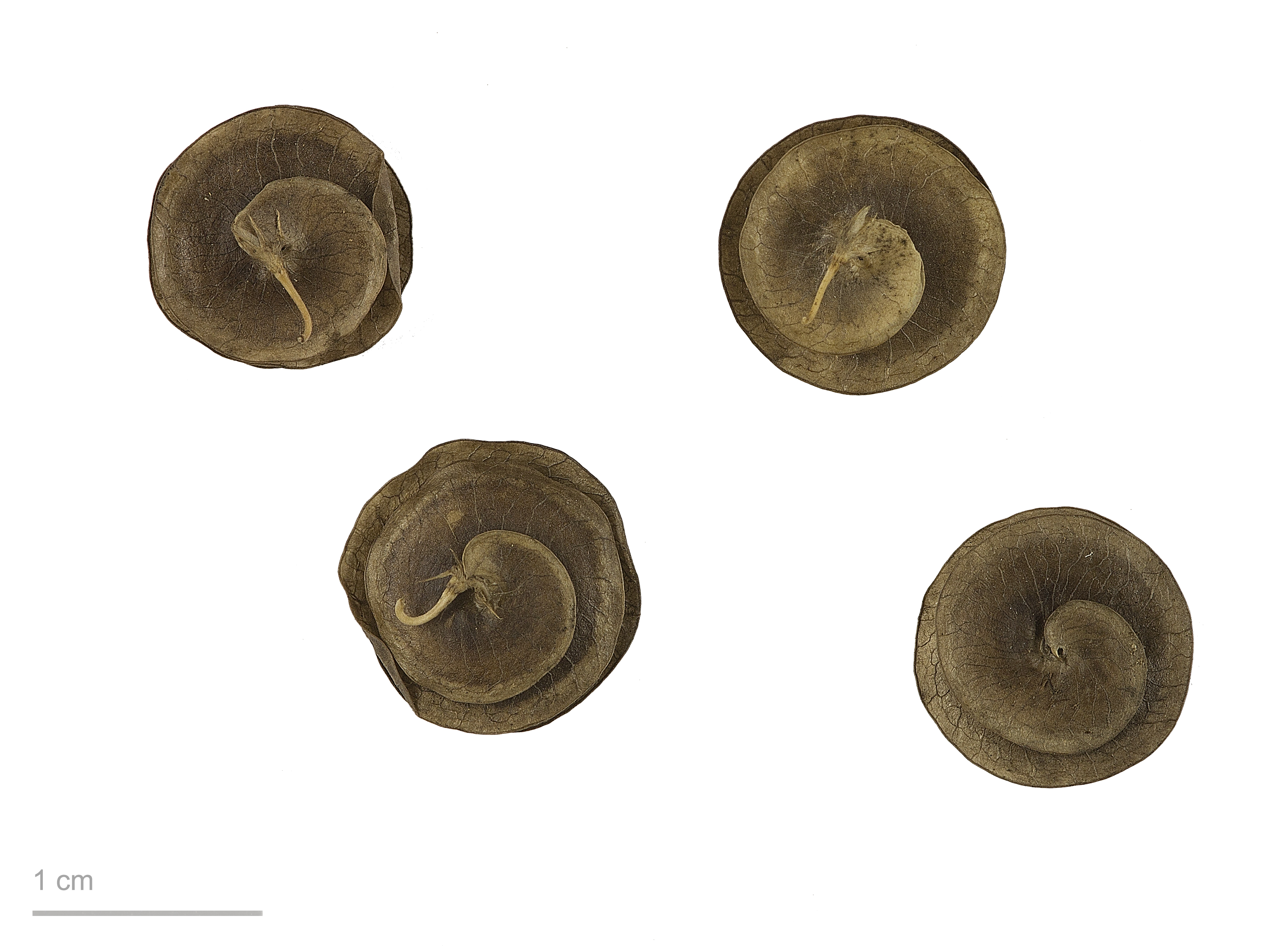
Medicago orbicularis - Museum specimen